# Elwood (Oregon)
Elwood (korábban Ellwood) az Amerikai Egyesült Államok Oregon államának Clackamas megyéjében elhelyezkedő önkormányzat nélküli település.
A posta 1892 és 1914 között működött.